# Williams Brook
Williams Brook är ett vattendrag i Kanada.   Det ligger i provinsen New Brunswick, i den sydöstra delen av landet, 700 km öster om huvudstaden Ottawa.
I omgivningarna runt Williams Brook växer i huvudsak blandskog. Runt Williams Brook är det mycket glesbefolkat, med 5 invånare per kvadratkilometer.